# アスコナ
アスコナは、スイス・ティチーノ州のマッジョーレ湖の汀にある南スイスの中世風の基礎自治体 ( コムーニ ) である。イタリア語圏に属する。
町は人気がある観光旅行地で、毎年、ジャズ・フェスティバル（ニューオリンズ・ジャズ・フェスティバル・アスコナ）が開催される。

## モンテ・ヴェリタ
アスコナの背後の丘「モンテ・ヴェリタ」（Monte Verità、直訳すれば「真理の山」）には重要な歴史的背景がある。20世紀初頭、自然への復帰を目的とした菜食主義者たちのコロニーが作られた。
多くの芸術家やアナキスト、有名人がこの丘を訪問した。例えば、ヘルマン・ヘッセ、カール・ユング、ゲアハルト・ハウプトマン、エーリヒ・マリア・レマルク、フーゴ・バル(Hugo Ball)、エルゼ・ラスカー＝シューラー、シュテファン・ゲオルゲ(Stephan George)、イサドラ・ダンカン、カール・オイゲン・ケール(Carl Eugen Keel)、パウル・クレー、ルドルフ・シュタイナー、マリー・ヴィグマン、マックス・ピカール(Max Piccard)、エルンスト・トラー(Ernst Toller)、アンリ・ヴァン・デ・ヴェルデ(Henri van de Velde)、レヴェントロフ伯爵夫人(Fanny zu Reventlow)、ルドルフ・ラバン(Rudolf Laban)、フリーダ・フォン・リヒトホーフェン(Frieda von Richthofen)とエルゼ・フォン・リヒトホーフェン (Else von Richthofen)姉妹、オットー・グロース (Otto Gross)、エーリヒ・ミューザーム(Erich Muhsam)とグスタフ・シュトレーゼマン、マルティン・ブーバー、ジャン・アルプなどの人物。